# Roccavaldina
Roccavaldina – miejscowość i gmina we Włoszech, w regionie Sycylia, w prowincji Mesyna.
Według danych na rok 2004 gminę zamieszkiwało 1159 osób, 193,2 os./km².